# L'amour est un oiseau rebelle
L'amour est un oiseau rebelle (L'amor és un ocell rebel) és una ària (havanera) per a mezzosoprano del primer acte de l'òpera Carmen de Georges Bizet, composta el 1875 i basada en una havanera de Sebastián Iradier, titulada El arreglito, tot i que Bizet pensava que la melodia era d'origen popular.
El tema ha arribat a ser molt conegut i apareix en diverses pel·lícules o anuncis de televisió.

## Lletra (fragment)
| L'amour est un oiseau rebelle que nul ne peut apprivoiser, et c'est bien en vain qu'on l'appelle, s'il lui convient de refuser. Rien n'y fait, menace ou prière, l'un parle bien, l'autre se tait: Et c'est l'autre que je préfère, Il n'a rien dit mais il me plaît. L'amour ! l'amour ! L'amour est enfant de bohème, il n'a jamais, jamais connu de loi; si tu ne m'aimes pas, je t'aime: si je t'aime, prends garde à toi ! L'amour ! L'oiseau que tu croyais surprendre battit de l'aile et s'envola ... l'amour est loin, tu peux l'attendre; tu ne l'attends plus, il est là! Tout autour de toi, vite, vite, il vient, s'en va, puis il revient ... tu crois le tenir, il t'évite, tu crois l'éviter, il te tient. L'amour! l'amour!, l'amour, l'amour! | L'amor és un ocell rebel que ningú no pot dominar, i és en va, que se'l demana, si el que li convé és rebutjar. I res no pot, força o pregària, un parla bé, l'altre calla: i és l'altre el que prefereixo, no ha dit pas res, però a mi m'agrada. L'amor! L'amor! L'amor! L'amor! L'amor és fill, de sang bohèmia, mai, però mai, no ha conegut cap llei; si tu no m'estimes, jo sí que t'estimo: si jo t'estimo, vés amb compte! L'amor ! L'ocell que pensaves haver sorprès va batre l'ala i se'n va anar... L'amor és lluny, pots esperar-lo; quan no l'esperes, aquí el tens! Al teu voltant, i ben de pressa, ell ve, se'n va, després torna... Tu creus que el tens, ell t'evita, creus que l'evites, ell et té. L'amor! L'amor! L'amor! L'amor! |